# 跳一跳
《跳一跳》是腾讯于2017年12月底，在iOS、Android应用微信上推出的小游戏。在游戏中，玩家通过按压触摸屏蓄力，控制小人准确跳向前方盒子。游戏结束后会显示玩家在微信好友中的排名。游戏推出后很快成为微信用户和媒体的话题。

## 游戏内容
《跳一跳》是智能手机应用微信的小程序，通过触摸屏操作。游戏目的很简单，玩家控制“i”形小人，不断向前方的盒子上跳跃，累计更多的分数。
格子间有一定的距离，玩家只需通过按压屏幕蓄力，确保跳跃准确跳跃到下一个盒子上。玩家成功跳上前方格子即可得分，同时下一个格子出现。如果玩家跳至盒子中心将会获得更多分数，在部分盒子上停留一小段时间也会获得奖励分数。如果玩家跳到格子之外，游戏就会结束，并显示玩家的分数。格子的大小和间距不一，游戏随着进行难度会逐渐提高。
游戏设有排行榜，玩家可查看自己在好友中的排名。该榜单每周重置一次。

## 推出和评价
《跳一跳》是由微信团队开发的HTML5游戏，作为微信“小游戏”功能的演示而匆忙开发。2017年12月底时，微信在6.6.1版中推出了“小游戏”功能，《跳一跳》为首发游戏之一。iOS版在2017年12月28日推出更新，Android在次日推出更新。
游戏推出后吸引了大量微信用户，并获得媒体关注。网络上出现了外挂程序和代打游戏等现象，微信创始人张小龙表示，他们会根据成长曲线等资料，判断用户是否作弊。
媒体指出游戏和Ketchapp Games的《欢乐跳瓶》玩法相同。